# Bernardo Silvestre
Bernardo Silvestre noto anche come Bernardo di Tours (Tours, ... – XII secolo) è stato uno scrittore e filosofo francese, che esercitò una notevole influenza sulla scuola di Chartres, benché resti incerto se vi abbia fisicamente insegnato.
Fu spesso confuso con Bernardo di Chartres, a sua volta da alcuni identificato con Bernardo di Moëlan.

## Biografia
Poco o nulla si sa della sua vita e restano ignote anche le date della sua nascita e della sua morte. André Vernet, che curò la pubblicazione della sua Cosmographia ritiene che visse tra il 1085 e il 1178, ma l'unica data della sua vita nota con certezza è il 1147, quando venne presentata a Papa Eugenio III la Cosmographia.
Forse maestro dell'abbazia di Tours, è stato a lungo confuso con Bernardo di Chartres, il quale fu prima allievo, poi divenuto insegnante di dictamen nella stessa città di Silvestre.

### Opere
Una sua composizione molto particolare, che normalmente viene definita "tragedia" è il lungo carme intitolato Mathematicus (ovvero «l'astrologo»): in esso si tocca il delicato problema del determinismo del singolo individuo all'interno di una rivisitazione del mito di Edipo.
Ad un giovane un astrologo prevede la futura nomina ad imperatore ma, al tempo stesso, che egli sarà l'assassino del proprio padre.
Passato del tempo e verificatasi la nomina ad imperatore, il giovane, posto di fronte all'ineluttabilità del destino, nel disperato tentativo di sottrarglisi, chiede al popolo il permesso di suicidarsi. Di fronte all'esitazione di quest'ultimo intuisce una possibilità di fuga meno cruenta: abdicare.
Il problema del determinismo è presente anche nel capolavoro di Bernardo, la Cosmographia (o Megacosmus et Microcosmus).
L'opera, formalmente un prosimetro, è strutturalmente un testo quasi epico, grazie all'introduzione di personificazioni allegorizzanti. Bernardo propone una curiosa teoria relativa all'origine del mondo, mediante l'azione della Provvidenza ordinatrice, del Megacosmo (l'universo) e Microcosmo (l'uomo) mescolando allegoria e mito. L'opera si apre con la Natura che si lamenta presso la Provvidenza a nome della Materia che vuole essere plasmata da Forma. Materia e forma sono così avvicinate e producono il mondo fenomenico.
Nell'opera Bernardo combina la sua cosmogonia ampiamente neoplatonica con l'idea stoica di una cosmologia ciclica nella quale l'universo è creato e porta a termine il suo corso, si autodistrugge ed è creato di nuovo, eternamente. Egli appare fiducioso del fatto che la materia in sé esista prima della creazione degli esseri individuali (i quali in sé non sono immortali, è immortale la specie); inoltre, l'anima ed il corpo umano sono dati come elementi puramente naturali. Nel racconto della creazione non appare nessun Dio delle religioni rivelate.
È inoltre attribuito a Bernardo un Commento alla prima esade dell'Eneide, una lettura allegorica sistematica e profonda dei libri virgiliani: in questi sei libri, il maestro di Tours vi vede allegorizzata la crescita dello Spirito umano (Enea), che lascia dietro di sé il mondo sensibile (Didone) e può scendere nell'Oltretomba a contemplare il padre.